# گلن رز (تگزاس)
گلن رز، تگزاس(به انگلیسی: Glen Rose, Texas) شهری در ایالت تگزاس از ایالات جنوبی ایالات متحده آمریکا است. در سرشماری سال ۲۰۰۰، جمعیت این شهر ۲۱۲۲ نفر اعلام شد.